# Spálené Poříčí
Spálené Poříčí település Csehországban, a Dél-plzeňi járásban. Spálené Poříčí Milínov, Žákava, Blovice, Louňová, Nové Mitrovice, Trokavec, Příkosice, Mešno, Kornatice, Vísky és Borovno településekkel határos. Lakosainak száma 2997 fő (2024. január 1.).

## Népesség
A település lakosságának változását az alábbi diagram mutatja:
| Lakosok száma | 4474 | 4380 | 4109 | 3203 | 2817 | 2512 | 2709 | 2820 | 2868 | 2997 |
|               | 1869 | 1890 | 1921 | 1950 | 1980 | 2001 | 2017 | 2019 | 2022 | 2024 |